# Дисульфид бора
Дисульфид бора — бинарное неорганическое соединение
бора и серы
с формулой BS2,
кристаллы.

## Получение
- Нагревание смеси стехиометрических количеств чистых веществ:

{\displaystyle {\mathsf {B+2S\ {\xrightarrow {417^{o}C}}\ BS_{2}}}}

## Физические свойства
Дисульфид бора образует кристаллы
моноклинной сингонии, пространственная группа P 21/c, параметры ячейки a = 1,2158 нм, b = 0,4089 нм, c = 2,1962 нм, β = 107,65°, Z = 16
.
Кристаллы образованы структурными элементами B2S4.
Соединение конгруэнтно плавится при температуре 417°C.